# Піпін I
Піпін I (фр. Pépin; 797 — 13 грудня 838, Пуатьє) — король Аквітанії з 814 року, другий син імператора Людовика I Благочестивого та Ірменгарди з Хеспенгау.

## Піпін I— король Аквітанії
Майже відразу ж після отримання престолу Франкської держави, Людовик I Благочестивий у серпні 814 року зробив своїх старших синів правителями різних областей Імперії, зокрема Піпін I став намісником королівства Аквітанія, яким, до того як стати імператором, керував сам Людовик I. У липні 817 року імператор Людовик офіційно закріпив поділ королівства, прийняттям на генеральному сеймі в Ахені акту «Про порядок в Імперії» (Ordinatio imperii). За ним влада у Франкській державі поділялася між Людовиком Благочестивим і його синами: старший — Лотар I — отримував більшу частину держави (зокрема, Італію, Нейстрію, Австразію і багато німецьких областей) і ставав співправителем батька; Піпін I отримував Аквітанію, Гасконь, Тулузьку марку, а також 4 графства: Каркассонське у Септиманії, Отенське, Авалонське і Неверське у Бургундії; молодший син — Людовик II Німецький — отримував Баварію та Каринтію. Розділ обговорювалося низкою умов, наприклад, що володіння молодших синів імператора Людовика, в разі їхньої смерті, не будуть переходити їхнім спадкоємцям, а будуть розділені між самим Лотарем I і ще живим братом. У серпні цього ж року Піпін I був коронований королем Аквітанії і разом зі своїми радниками (серед яких були граф Тулузи Беренгер Мудрий та Ермольд Ніггел), відправлений батьком у своє королівство.

## Перша половина правління

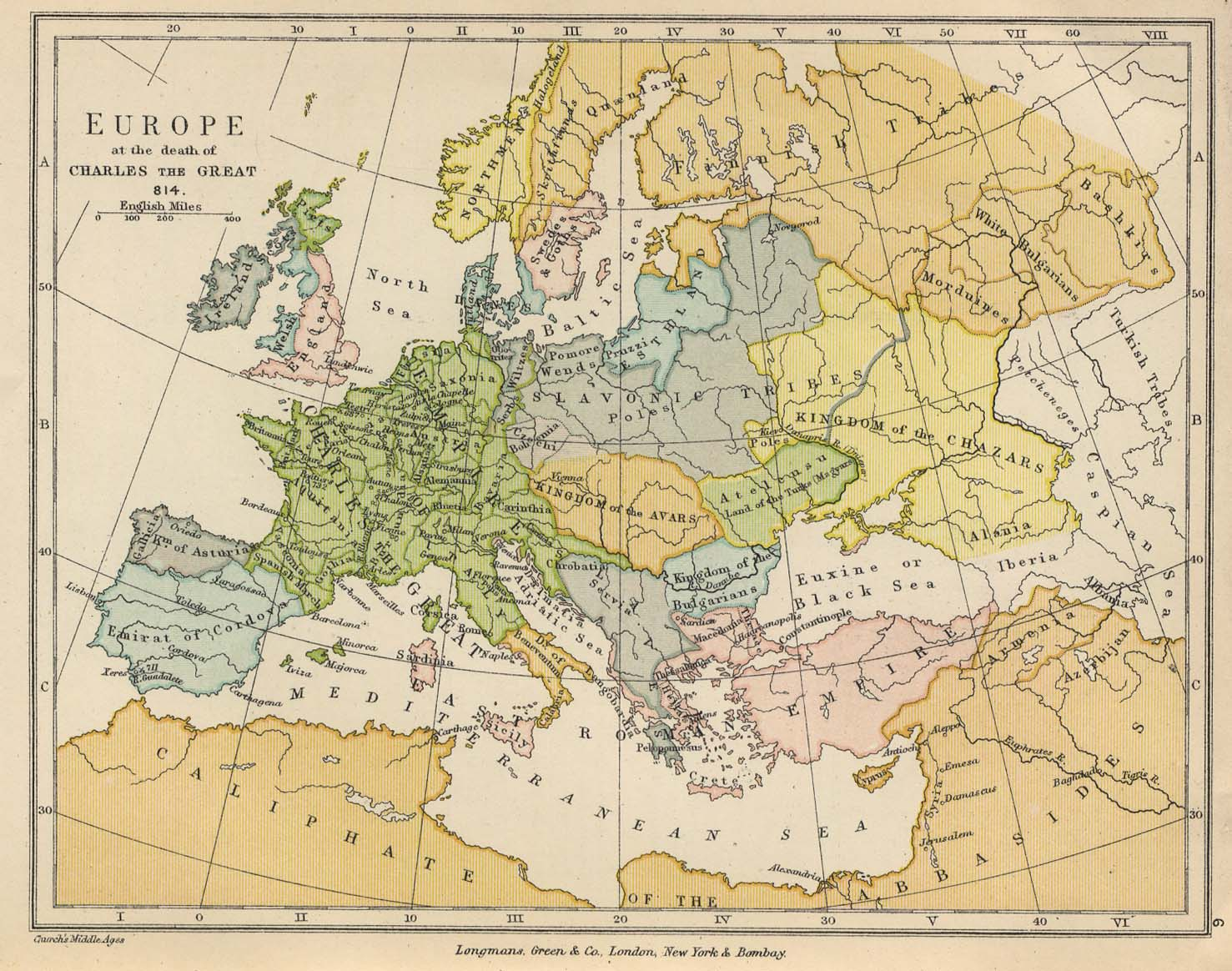
Європа в 814 році

Вже у 818 році проти Піпіна I підняв повстання герцог Гасконі Луп III Центулл і в 819 році королю Аквітанії довелося провести активні дії для придушення заколоту: Піпін з військом просунувся в Гасконь, дійшовши до Кастільйоне-сюр-Дордонь. За його наказом графи Беренгер Тулузький і Гверін Провансальський продовжили військові дії, під час яких Луп III потрапив у полон і був відправлений у вигнання. Новим герцогом Гасконським був призначений Аснар I Санчес, але в західній Гасконі останні анти-франкські виступи припинилися тільки в 820 році. Незважаючи на придушення повстання, влада королів Франкської держави над Арагоном і Памплоною так і не була відновлена.
Влітку 822 року Піпін I брав участь у засіданні генерального сейму в Аттіньї, на якому імператор Людовик I Благочестивий публічно покаявся за жорстокість, проявлену по відношенню до короля Бернара Італійського і до його прибічників. У вересні цього ж року Піпін одружився з Рінгардою, дочкою графа Мадре Теодеберта.
У 824 році Піпін Аквітанський, у свиті імператора Людовика I, разом зі своїм братом Людовиком Баварським, взяв участь в успішному поході в Бретань, проти графа, який підняв заколот Вімарка. (опис цього походу і ролі в ньому Піпіна збереглося в поемі Ермольда нігелли «Прославлення Людовіка»).
У 828 році імператор Людовик I Благочестивий направив короля Італії Лотара I на чолі великого війська в Іспанську марку. По дорозі Лотар з'єднався з військом Піпіна I для відбиття можливого вторгнення мусульман, але нападу так і не було. Тим часом у Гасконі спалахнули нові заворушення, які з різною інтенсивністю тривали аж до самого кінця правління Піпіна.

## Смута 830—834 років
У 830 році імператор Людовик почав похід проти бретонців. Піпін занепокоївся тим, що війна розгорнулася біля самих кордонів його королівства. Замість того, щоб йти зі своєю армією на допомогу батькові, він підняв заколот і через Орлеан рушив на Париж. Імператорські війська перейшли на його сторону. Його старший брат Лотар прийняв сторону Піпіна і оголосив, що буде захищати той розділ земель, який був встановлений у 817 році. Інший брат, Людовик Німецький, який перебував при своєму батькові, таємно втік з його табору і також приєднався до Піпіна. Імператор Людовик, не мавши достатньо великої армії, вирішив підкоритися. Тим часом Піпін довідався, що Юдиф ховається неподалік від Компьєна в одному з монастирів. Імператрицю привезли в табір і запропонували на вибір — або стати черницею або вселити думку самому імператору про постриг. З цими пропозиціями імператриця була перепроваджена в стан до свого чоловіка. Людовик відповідав, що він не може зважитися на постриг без згоди вельмож і єпископів обох сторін. Після того як імператриця повернулася з цією відповіддю до Піпіна, її відіслали в Пуатьє, і постригли в монастирі святої Родегонди. Після цього Піпін скликав у Комп'єні з'їзд вельмож, який позбавив імператора Людовика його верховної влади і передав її Лотарю. Останній, втім, втримався на престолі зовсім недовго. На з'їзді в Німвеген Людовик Німецький і Піпін, незадоволені становищем старшого брата, заступилися за батька. Спираючись на цю підтримку, прихильники старого імператора одержали перевагу над його супротивниками. З'їзд одноголосно вирішив повернути Людовику всю колишню владу і віддати йому дружину. Рішення це стало повною несподіванкою для Лотара, але він не зважився на війну з батьком і братами. Колишній порядок був відновлений, а Юдиф з великими почестями доставлена з монастиря.
У 831 році імператор Людовик справив новий поділ імперії, виділивши королівство для сина від другого шлюбу, Карла. Першим виявив своє невдоволення цим рішенням Піпін, відчувши більше за інших підозрілу неприхильність батька і ненависть мачухи. У жовтні 831 року він відмовився приїхати в Тіонвіль на черговий з'їзд. Людовик зовні поставився до цього спокійно, але два місяці потому, коли Піпін приїхав в Ахен, його затримали і віддали під варту. Він утік вночі з кількома супутниками і повернувся у своє королівство. У вересні 832 року Орлеанський з'їзд позбавив Піпіна королівського титулу, Аквітанію Людовик передав Карлу. Піпіна схопили і разом з родиною відправили у Трір. Він, однак, знову зумів втекти, повернувся в Аквітанію і підняв тут нове повстання. Його підтримав і Людовик Німецький. Через зиму, яка починалася, Людовик не зміг подавити заколот з самого початку. Взимку Піпіна підтримали Лотар і папа Григорій IV. Навесні 833 року Лотар перейшов через Альпи і з'єднався з Піпіном і Людовіком Німецьким неподалік від Кольмара на рівнині, що називалася Червоним полем. У червні привів туди свої війська Людовик Благочестивий, але замість того, щоб негайно почати бій, почав переговори з синами. Ця відстрочка погубила його справу. Сини, почавши для виду радитися про мир, більше намагалися звернути на свою сторону тих вельмож, які залишилися вірні імператорові. Користуючись підтримкою папи, а також загальною неприхильністю до Юдифі, вони дуже швидко досягли успіху в своїй справі. Один за іншим вельможі стали залишати Людовика й переходити в табір його синів. Минуло всього кілька днів, і імператор залишився без своєї армії — його оточувала лише жменька воїнів і кілька єпископів. 29 червня імператор з дружиною, молодшим сином і невеликою свитою приїхав у табір синів і віддався в їхні руки. Юдиф була відправлена за Альпи і ув'язнена в Тортоні. Людовика відправили в Суассон і тримали під вартою в монастирі святого Медарда, а Карла відвезли в Прюмське абатство.
Але незабаром Піпін і Людовик Німецький, незадоволені поведінкою старшого брата Лотара, посварилися з ним і перейшли на бік батька. 1 березня 834 року імператор Людовик був звільнений з ув'язнення і помирився з молодшими синами. Піпін був відновлений в колишньому статусі короля Аквітанії.

## Останні роки правління
Після припинення смути, Піпін I повернувся в Аквітанію і зайнявся правлінням своїм королівством.
Продовжувала залишатися напруженою ситуація в Гасконі. Заворушення ще більше посилилися під час війни між імператором Людовиком I Благочестивим та його синами, і в 836 році переросли у відкрите повстання. При його придушенні загинув герцог Гасконі Азнар Санчес і новим герцогом, незважаючи на заперечення Піпіна, був поставлений брат загиблого, Санчо II, відносини з яким у короля Аквітанії були майже ворожими.
Незважаючи на підтримку, яку Піпін I надав своєму батькові в боротьбі з Лотарем I, Людовик I Благочестивий не залишив намірів наділити свого молодшого сина Карла гідним наділом, у першу чергу за рахунок володінь короля Аквітанії. На генеральному сеймі в Аахені в 837 році, в присутності Піпіна і Людовика Баварського, відбулася церемонія посвячення Карла мечем (знак досягнення ним повноліття) і тут же імператор оголосив про створення нового герцогства — Нейстрії, до якого увійшли ряд територій на північ від Луари, що раніше належали Піпіну. Правителем герцогства був призначений Карл. Вся місцева знать присягнула йому як своєму новому сюзерену. В 838 році від Аквітанського королівства на користь Герцогства Нейстрія були відокремлені ще кілька областей. При цьому нічого не відомо про те, щоб Піпін I виявляв невдоволення діями Людовика I щодо зменшення своїх володінь.
13 грудня 838 року Піпін I несподівано помер і був похований в Пуатьє, в соборі Сен-Круа на території монастиря Святої Радегунди.
Під час свого правління Піпін I проявив себе як прихильник освіченості і покровитель Церкви. Особою, довгі роки наближеною до короля Аквітанії, був поет Ермольд Нігелл, а єпископ Орлеану Іона присвятив Піпіну свій твір «Про королівську владу» (De institutione regia).

## Шлюб і діти
- Дружина: (з вересня 822 року) Рінгарда/Інгельтруда[2], дочка Теодеберта, графа Мадрі
  - Піпін II (бл.823 — після 864), король Аквітанії в 838-852 роках
  - Карл (825/830 — 4 червня 863), архієпископ Майнца з 856 року
  - Берта (пом. в 874); чоловік: Жерар I (пом. 25 червня 841), граф Оверні[3]
  - Дочка; чоловік: Ратьє (пом. 25 червня 841), граф Ліможа[3]